# 阿尔马塞拉
阿尔马塞拉，是西班牙巴伦西亚自治区巴伦西亚省的一个市镇。总面积3平方公里，总人口5931人（2001年），人口密度1977人/平方公里。